# Saint-Germain-la-Poterie
 Saint-Germain-la-Poterie  es una comuna y población de Francia, en la región de Picardía, departamento de Oise, en el distrito de Beauvais y cantón de Auneuil.
Su población en el censo de 1999 era de 402 habitantes.
Está integrada en la Communauté d'agglomération du Beauvaisis.

## Demografía
| 277 | 311 | 334 | 362 | 420 | 402 |
| Para los censos de 1962 a 1999 la población legal corresponde a la población sin duplicidades (Fuente: INSEE [Consultar]) |     |     |     |     |     |